# العلاقات السلوفاكية المصرية
العلاقات السلوفاكية المصرية هي العلاقات الثنائية التي تجمع بين سلوفاكيا ومصر.

## مقارنة بين البلدين
هذه مقارنة عامة ومرجعية للدولتين:
| وجه المقارنة                                              | سلوفاكيا                                                       | مصر           |
| --------------------------------------------------------- | -------------------------------------------------------------- | ------------- |
| المساحة (كم2)                                             | 49.03 ألف                                                      | 1.01 مليون    |
| عدد السكان (نسمة)                                         | 5.44 مليون                                                     | 94.80 مليون   |
| الكثافة السكانية (ن./كم²)                                 | 110.95                                                         | 93.86         |
| العاصمة                                                   | براتيسلافا                                                     | القاهرة       |
| اللغة الرسمية                                             | اللغة السلوفاكية                                               | اللغة العربية |
| العملة                                                    | كرونة سلوفاكية، يورو                                           | جنيه مصري     |
| الناتج المحلي الإجمالي (بليون دولار)                      | 95.77 مليار                                                    | 235.37 مليار  |
| الناتج المحلي الإجمالي (تعادل القوة الشرائية) بليون دولار | 162.34 مليار                                                   | 998.67 مليار  |
| الناتج المحلي الإجمالي الاسمي للفرد دولار أمريكي          | 16.09 ألف                                                      | 3.61 ألف      |
| الناتج المحلي الإجمالي للفرد دولار أمريكي                 | 30.46 ألف                                                      |               |
| مؤشر التنمية البشرية                                      | 0.844                                                          | 0.690         |
| رمز المكالمات الدولي                                      | +421                                                           | +20           |
| رمز الإنترنت                                              | .sk                                                            | .eg، .مصر     |
| المنطقة الزمنية                                           | توقيت وسط أوروبا، ت ع م+01:00، ت ع م+02:00، أوروبا/براتيسلافا ‏ | ت ع م+02:00   |

## مدن متوأمة
في ما يلي قائمة باتفاقيات التوأمة بين مدن سلوفاكية ومصرية:
- ترتبط براتيسلافا مع الإسكندرية باتفاقية توأمة منذ 3 أبريل 1969.[14][14][15][15]

## منظمات دولية مشتركة
يشترك البلدان في عضوية مجموعة من المنظمات الدولية، منها:
| علم المنظمة | اسم المنظمة                               | تاريخ انضمام سلوفاكيا | تاريخ انضمام مصر |
| ----------- | ----------------------------------------- | --------------------- | ---------------- |
|             | مؤسسة التنمية الدولية                     | 1993                  | 26 أكتوبر 1960   |
|             | يونسكو                                    | 9 فبراير 1993         | 22 يناير 1947    |
|             | وكالة ضمان الاستثمار متعدد الأطراف        | 1993                  | 12 أبريل 1988    |
|             | الأمم المتحدة                             | 19 يناير 1993         | 24 أكتوبر 1945   |
|             | الفريق المعني برصد الأرض                  | ?                     | فبراير 2005      |
|             | الاتحاد البريدي العالمي                   | ?                     | ?                |
|             | البنك الدولي للإنشاء والتعمير             | 1993                  | 27 ديسمبر 1945   |
|             | الاتحاد الدولي للاتصالات                  | 23 فبراير 1993        | 9 ديسمبر 1876    |
|             | مؤسسة التمويل الدولية                     | 1993                  | 20 يوليو 1956    |
|             | المركز الدولي لتسوية المنازعات الاستشارية | 26 يونيو 1994         | 2 يونيو 1972     |
|             | منظمة التجارة العالمية                    | ?                     | 30 يونيو 1995    |
|             | منظمة الشرطة الجنائية الدولية             | ?                     | 7 سبتمبر 1923    |

## وصلات خارجية
- موقع وزارة الخارجية السلوفاكية
- موقع وزارة الخارجية المصرية